# سعد هاشم الوتري
سعد هاشم الوتري، طبيب استشاري وأستاذ عراقي متخصص في جراحة الجملة العصبية والدماغ في العراق.

## الولادة والنشأة
ولد سعد بن هاشم بن يحيى قاسم الوتري في بغداد عام 1352 هـ/ 1933م. ودرس في مدارسها وبعد تخرجهِ من الدراسة الإعدادية إلتحق بالكلية الطبية الملكية العراقية وتخرج منها في 22 حزيران 1956. وكان والده هو الطبيب المشهور هاشم الوتري، وينتمي لعائلة الوتري وهي أسرة عربية يرجع نسبها إلى المدينة المنورة، وكان لهم مجلساً في بغداد يعرف بمجلس آل الوتري.

## الوظائف والأعمال
بعد إنهائهِ خدمة الاحتياط العسكرية في كركوك عمل في المستشفى الملكي ببغداد من 7 آب 1956 لغاية عام 1958، ثم اشتغل في مستشفى التويثة للامراض الصدرية، وبعدها استقال من الخدمة لغرض السفر والدراسة في لندن في كلية الجراحين الملكية في إدنبرة ثم عاد الى العراق في 17 شباط 1965، ليعمل في جراحة الجملة العصبية وباشر العمل في وظيفتهِ في 23 آذار 1965، ثم منح لقب الاختصاص في جراحة الجملة العصبية بتاريخ 26 أيار 1965، وبعدها نقلت خدماته الى ملاك وزارة التعليم العالي في 5 تشرين أول 1974، لشمولهِ بقانون تفرغ الأطباء في التدريس بمؤسسات وزارة التعليم العالي كطبيب استشاري وخبير في الجراحات العصبية. ولقد مارس التدريس في كليات الطب في جامعة بغداد وجامعة الموصل، وشارك في تأسيس مستشفى جراحة الجملة العصبية في بغداد، ولديه العديد من المؤلفات والكتب الطبية في مجال جراحة الجملة العصبية. وشارك في مؤتمرات دولية وعالمية في تخصص الجراحة العصبية وجراحة الدماغ.